# Йован Урош
Йоан Урош Дука Палеолог(на гръцки: Ιωάννης Ούρεσης Δούκας Παλαιολόγος) e владетел на Тесалия, управлявал през 1370-1373 година.
Той е син на епирско-тесалийския владетел Симеон Синиша и съпругата му Томаида Орсини. Като внук на сръбския крал Стефан Дечански и подобно на своя баща той претендира за титлата император на сърби и гърци, но на практика контролира само областта Тесалия в продължение на няколко години. Към 1373 година се оттегля, предавайки я на своя родственик Алексий Ангел Филантропен, след което се замонашва под името Иоасаф.
Йоан Урош умира около 1422 година в Метеора.

## Деца
Йован Урош (с титулатура „деспот на Дрима“) има от дъщерята на Радослав Хлапен пет деца:
1. Константин
2. Михаил
3. Димитрий
4. Елена Орсина Палеологина, която е омъжена за Теодор Кантакузин и става майка на Ирина Кантакузина
5. Асанина